# Рэймонд Монрой
Рамон Гомес Монрой (11 мая 1912, штат Аризона — 7 января 2023, Калифорния) — американский долгожитель, возраст которого не подтверждён Исследовательской группой геронтологии (GRG). Также он является старейшим известным живым человеком, родившимся в штате Аризона. Его возраст составлял 110 лет 241 день.

## Биография
Родился 11 мая 1912 года, Дугласе, штат Аризона, США, в семье мексиканцев, всего через три месяца после того, как этот регион стал 48-м штатом Америки. Будучи подростком он переехал в долину Напа, штат Калифорния.
В 1930 году он работал одной из немногих виноделен, которые оставались открытыми во время Сухого закона из-за производства священного вина.
Он женился на мексиканке Марии Бусигес Кардоса в Калифорнии. Пара была жената более 70 лет до самой смерти Марии в 2011 году в возрасте 94 лет.
В 1941 году он служил в ВВС США во время Второй мировой войны.
11 мая 2022 года Монрою исполнилось 110 лет.
Умер 7 января 2023 года на острове Сент-Хелена, штат Напа, Калифорния, США, в возрасте 110 лет и 241 дня.